# 113 (nombre)
Pour les articles homonymes, voir 113 (homonymie).
Le nombre 113 (cent-treize ou cent treize) est l'entier naturel qui suit 112 et qui précède 114.

## En mathématiques
113 est :
- le 30e nombre premier,
  - cousin avec 109 et sexy avec 107,
  - le 14e nombre premier permutable,
  - le 11e nombre premier long,
  - le 11e nombre premier de Sophie Germain ;
- le 11e nombre hautement cototient ;
- le 8e nombre carré centré.

## Dans d'autres domaines
113 est aussi :
- le numéro atomique du nihonium.
- le numéro de la sourate al-Falaq ;